# Fiona Mozley
Fiona Mozley (* 1988 in Hackney, England) ist eine britische Schriftstellerin.

## Leben

### Herkunft und Ausbildung
Fiona Mozley wuchs in der Stadt York auf, wo sie die Fulford School besuchte. Sie hat eine ältere Schwester und beschrieb sich in ihrer Jugend als eher schlechte Schülerin. Sie studierte am King’s College der Universität Cambridge, ehe sie für ein Jahr nach Buenos Aires zog. Danach war Mozley kurzzeitig als Volontärin bei der Literaturagentur Artellus Ltd. in London tätig, ehe sie nach York zurückzog, um ihre Doktorarbeit in Mediävistik abzuschließen.

### Erfolgreiches Romandebüt
2017 veröffentlichte Mozley mit Elmet ihren Debütroman, den sie nach dem gleichnamigen unabhängigen, keltischen Königreich aus dem 5. bis 7. Jahrhundert betitelte und ihrer Lebenspartnerin widmete. Die Geschichte spielt in der Gegenwart in der abgeschiedenen Natur Yorkshires und handelt von einem Vater und seinen beiden Kindern, die am Rande der Gesellschaft leben. Die Familie hat sich eigenständig ein Haus im Wald gebaut. Die Kinder gehen nicht zur Schule, während der Vater seinen Lebensunterhalt als Bare-Knuckle-Boxer mit der Teilnahme an Kämpfen verdient. Als der rechtmäßige Grundstückseigentümer die drei auf seinem Besitz entdeckt, verändert sich das idyllische Leben der Familie für immer. Die Geschichte wird aus der Perspektive des Sohnes erzählt.
Mozley wurde eigenen Angaben zufolge 2013 durch eine morgendliche Zugfahrt von York nach London zu Elmet inspiriert, als sie von einem Wochenendbesuch bei ihrer Familie zur Arbeit zurückkehren wollte. Während die Landschaft Süd-Yorkshires am Zugfenster vorbeizog, begann sie das erste Kapitel auf ihrem Mobiltelefon zu verfassen. Später vermisste Mozley ihre Heimat und zog zurück nach Yorkshire, wo sie den Roman fertigstellte, ohne Familie oder Freunde einzuweihen. „Ich fand das Leben in London schwierig [...] Ich lebte für die nächste Gehaltsabrechnung und wusste nichts mit mir anzufangen. Ich wusste nicht, welche Karriere ich haben würde und wo ich im nächsten Jahr leben würde.“, so Mozley, die sich in London für 600 Pfund Sterling heimlich in eine Wohngemeinschaft eingemietet hatte und bei Besuchen ihres Vermieters ihr Bett verstecken musste. Sie ließ sich für Elmet u. a. literarisch und filmisch vom Western-Genre sowie lokalen Dialekt ihrer Heimat beeinflussen. Auch habe sie die parallele Arbeit an ihrer Doktorarbeit inspiriert: „In meiner Dissertation wird die Beziehung zwischen mittelalterlichen Städten und der natürlichen Umwelt betrachtet. Deshalb habe ich in den letzten Jahren in einer gewissen Tiefe über Themen in Bezug auf Gemeinde, Land und Eigentum nachgedacht. Diese Themen und Anliegen sind sicherlich in Elmet eingeflossen, und obwohl es sich um einen zeitgenössischen Roman handelt, ist er stark in der langen Geschichte der Landschaft verwurzelt, in der ich aufgewachsen bin, die von mittelalterlichen Mythen und Legenden gespeist wird“, so Mozley.
Elmet gelangte 2017 auf die Shortlist des Man Booker Prize und machte die 29-Jährige so einem internationalen Publikum bekannt. Sie war nach der Neuseeländerin Eleanor Catton die zweitjüngste Autorin in der Geschichte des renommierten britischen Literaturpreises, die ins Finale gelangte. Kritiker lobten Mozleys Erstlingswerk, umschrieben die Geschichte mit „Hänsel und Gretel trifft auf den Paten“ (The Sunday Times) und verglichen es mit dem Roman Die Straße von Cormac McCarthy. 2018 wurde Mozley für Elmet mit einem Somerset Maugham Award sowie mit dem Polari First Book Prize ausgezeichnet.

### Privatleben und weitere literarische Projekte
Fiona Mozley lebt mit ihrer Lebenspartnerin und einem Hund zusammen. Sie arbeitet in Teilzeit in einem Buchgeschäft in York. Gegenwärtig arbeitet sie an einem weiteren Roman, der ähnliche Themen wie Elmet („Besitz, Eigentumsrecht, Gentrifizierung“) behandelt, aber an einem anderen Ort spielt und die Sicht mehrerer Figuren wiedergeben soll.

## Werke
Romane
- Elmet. London: JM Originals, 2017. – ISBN 9781473660540.
  - dt.: Elmet. Aus dem Englischen übersetzt von Thomas Gunkel. München : btb, 2020. – ISBN 978-3-442-77043-4.
- Hot Stew. Chapel Hill: Algonquin Books, 2021. – ISBN 9781643751559.